# Казнь коптов в Ливии
12 февраля 2015 года Исламское государство (ИГ) опубликовало в своём цифровом журнале Дабик отчёт, в котором были показаны фотографии 21 египетского христианина-строителя, похищенного им в городе Сирт, Ливия, и которых оно угрожало убить. Мужчины, приехавшие из разных деревень Египта, 13 из них из Эль-Ура, мухафаза Минья, были похищены в Сирте в ходе двух отдельных нападений 27 декабря 2014 года и в январе 2015 года. 15 февраля было выпущено видео, показывающее их убийство.
В 2014 году группа боевиков в восточной Ливии заявила о своей принадлежности к ИГ, а затем в конце 2014 года захватила часть Дерны. Люди, связанные с группировкой, взяли на себя ответственность за теракты по всей стране, включая теракт в отеле «Коринтия» в январе 2015 года.
Жертвы, все, кроме одного, являлись членами Коптской православной церкви, были официально объявлены святыми и мучениками в феврале 2015 года Папой Александрийским Феодором II. В 2023 году Папа Франциск объявил, что католическая церковь также увековечит память о 21 копте, убитом ИГ, и внесёт их в список римского мартиролога. Мучеников поминают 15 февраля (по гражданскому календарю) в обеих церквях.

## Видео
15 февраля 2015 года было опубликовано пятиминутное видео, на котором показано обезглавливание пленников на пляже вдоль южного побережья Средиземного моря. Видео длилось пять минут и получило название «A Message Signed With Blood to the Nation of the Cross» («Послание, подписанное кровью к нации Креста»). Подпись к видео назвала пленников «Людьми Креста, последователями враждебной египетской церкви». На видео лидер был одет в камуфляж, а остальные террористы — в чёрное. Все жертвы были одеты в оранжевые комбинезоны, как и во многих предыдущих видеороликах ИГ. Лидер заявил на английском:

Вся хвала Аллаху, сильному и могущественному, и пусть благословения и мир будет с посланным с мечом, как милость для всех миров. О люди! Недавно вы видели нас на холмах Шама и на равнине Дабика, рубающими головы тех, кто долгое время нёс заблуждение креста и был наполнен злобой против ислама и мусульман, и сегодня мы, находящиеся к югу от Рима, на земле ислама, в Ливии, шлём вам еще одно послание: о, крестоносцы! Безопасность для вас будет только желанием, если вы сражаетесь с нами всеми вместе, то и мы будем сражаться с вами всеми вместе, пока война не сложит свое бремя, и не придёт Иисус, мир ему, и не сломает крест, убьёт свинью и отменит джизью. И море, в котором вы спрятали тело шейха Усамы бен Ладена, мы поклялись Аллахом, что смешаем его с вашей кровью.Оригинальный текст (англ.)All praises due to Allah, the strong and mighty, and may blessings and peace be upon the one sent by the sword, as a mercy to all the worlds. Oh people, recently you've seen us on the hills of Al-Sham and on Dabiq's Plain, chopping off the heads that had been carrying the cross delusion for a long time, filled with spite against Islam and Muslims, and today we are south of Rome, in the land of Islam, Libya, sending another message: Oh crusaders, safety for you will be only wishes especially when you're fighting us all together, therefore we will fight you all together until the war lays down its burdens and Jesus peace be upon him will descend, breaking the cross, killing the swine, and abolishing Jizya. And the sea you've hidden Sheikh Osama bin Laden's body in, we swear to Allah we will mix it with your blood.

За несколько мгновений до обезглавливания (от 3:25 до 3:32 минуты видео) некоторые из них выкрикивают «Йа Рабб Иешуа!» («О Господь Иисус!»). И подпись гласит: «They supplicate what they worship and die upon their paganism» («Они взывают к тому, чему поклоняются, и умирают в своём язычестве»), предполагая, что им дали шанс принять ислам, но они отказались от него: по этой причине Коптская церковь провозгласила их мучениками. После обезглавливания заложников на экране появляется сообщение: «This filthy blood is just some of what awaits you, in revenge for Camelia and her sisters.» («Эта грязная кровь — лишь часть того, что ждёт вас в отместку за Камелию и её сестёр.»). Камелия Шехата — жена коптского священника, которая, по мнению исламистов, приняла ислам и из-за этого была задержана Коптской церковью (Позже она отвергла это утверждение). Наконец говорящий заявляет: «И мы завоюем Рим с дозволения Аллаха, это обещание нашего Пророка, мир ему». направляя нож в сторону моря. В конце видео видно, что морская вода окрашена кровью. Как и в других видеороликах ИГ, пленники были одеты в оранжевые комбинезоны, что является отсылкой к одежде заключённых в тюрьме Гуантанамо. Группа убийц назвала себя на видео «вилаятом Тарабулус» ИГ.
Коптская церковь Египта, египетское правительство, а также ливийский парламент подтвердили эти смерти.
Позже, когда один из участников казни был арестован, он признался в ходе следствия, что казнь произошла на пляже напротив отеля Al Mahary в Сирте.

## Последствия
Президент Египта Абдул-Фаттах ас-Сиси объявил семидневный национальный траур и призвал к срочной встрече с высшим органом безопасности страны. В телеобращении ас-Сиси заявил, что его страна оставляет за собой право на возмездие. Он также повторил предложение облегчить эвакуацию египтян из Ливии и ввёл запрет на въезд граждан в Ливию. Аль-Азхар также осудил инцидент. Убийства также обсуждались, в частности, Советом Безопасности Организации Объединённых Наций, президентом Франции Франсуа Олландом и госсекретарем США Джоном Керри. Папа Франциск позвонил патриарху Феодору II, чтобы выразить свои соболезнования. На экуменической встрече с модератором Генеральной ассамблеи Церкви Шотландии Папа Франциск заявил: «Они только сказали, Иисус, помоги мне. Кровь наших христианских братьев — это свидетельство, которое вопиет. Будь то католики, православные, копты, лютеране, это неважно: они христиане!» Министерство иностранных дел и торговли Венгрии оказало финансовую помощь в размере 500 евро каждой семье погибших. Петер Сийярто сказал, что «Венгрия не может оставаться в стороне от непрекращающихся нападений на христианские общины на Ближнем Востоке». Администрация Обамы подверглась критике за то, что назвала жертв просто гражданами Египта, а не христианами, что явилось явной причиной их убийства.

### Египетские авиаудары
На следующий день после казни египетская армия нанесла серию воздушных ударов по Ливии: целями стали тренировочные лагеря ИГ и склады оружия. Ливийские ВВС также наносили удары по Дерне, которую с 2014 года захватил филиал ИГ. Сообщалось, что было убито около 40-50 боевиков и 7 мирных жителей.

## Имена жертв
- Милад Макин Заки
- Абануб Аяд Аттиа
- Маджед Сулейман Шехата
- Юссеф Шукри Юнан
- Кироллос Шукри Фавзи
- Бишой Стефанос Камель
- Сэмюэл Стивенс Камел
- Малак Ибрагим Сниот
- Тавадрос Юссеф Тавадрос
- Гергес Милад Сениот
- Мина Файез Азиз
- Хани Абд аль-Масих Салиб
- Бишой Адель Халаф
- Сэмюэл Эльхам Уилсон
- Африканский рабочий по имени Мэтью Ириагиа
- Эззат Бишри Нассиф
- Люк Наджати
- Джабер Мунир Адли
- Эссам Бадар Самир
- Малак Фарадж Ибрам
- Самех Салах Фарук